# Suffer the Children
Suffer the Children är en låt av den brittiska gruppen Tears for Fears, komponerad och sjungen av Roland Orzabal. Den utgavs i november 1981 som gruppens första singel och spelades senare in i en ny version till debutalbumet The Hurting.

## Bakgrund och utgivning
Suffer the Children var den första låt som Orzabal och Curt Smith gjorde tillsammans som Tears for Fears kort efter att de lämnat gruppen Graduate. Den var tillsammans med Pale Shelter en av de två låtarna på den demoinspelning som gav gruppen skivkontrakt med Phonogram. Den första versionen producerades av David Lord som samarbetat en del med Peter Gabriel.
Låten utgavs som gruppens debutsingel i november 1981, men trots att den spelades regelbundet på BBC Radio 1 av inflytelserika discjockeys som John Peel, tog den sig aldrig in på brittiska singellistan.
En ny version producerad av Chris Hughes och Ross Collum spelades senare in till albumet The Hurting. På båda versionerna medverkar Orzabals hustru Caroline med bakgrundssång i sticket. Efter framgångarna med gruppens andra album Songs from the Big Chair återutgavs singeln 1985 i sin originalversion och blev då en mindre framgång med 52:a plats på brittiska singellistan.

## Utgåvor
7": Mercury / IDEA1
1. "Suffer the Children" (3:36)
2. "Wino" (2:17)

12": Mercury / IDEA12
1. "Suffer the Children [Remix]" (4:15)
2. "Suffer the Children [Instrumental]" (4:26)
3. "Wino" (2:17)